# Vasco da Gama Futebol Clube
Pour les articles homonymes, voir Vasco da Gama et Gama.
Cet article concerne le club de São Luís. Pour le club de Rio de Janeiro, voir Club de Regatas Vasco da Gama.
Le Vasco da Gama Futebol Clube était un club brésilien de football basé à São Luís dans l'État du Maranhão.

## Palmarès
- Championnat du Maranhão :
  - Champion : 1928